# Sordariales
Sordariales es un orden de hongos mohos de la clase Sordariomycetes de la división Ascomycota.
La mayoría de los Sordariales son sapróbicos y producen una ascomata peritecial sola. Se encuentran mayormente en excrementos, panes o materia vegetal en descomposición.

## Familias
Contiene las siguientes familias:
- Chaetomiaceae
- Lasiosphaeriaceae
- Sordariaceae